# 바다제비과
바다제비과(Hydrobatidae)는 슴새목에 속하는 바다새 조류 분류군의 하나이다. 바다제비 등을 포함하고 있다. 태평양과 대서양의 섬, 지중해, 아메리카 동부 해안, 남극 주위 섬, 오스트레일리아 남부 해안가 등 북극해를 제외한 전 세계의 바다에 분포한다.

## 하위 분류
- Oceanitinae
  - Oceanites
  - Garrodia
  - Pelagodroma
  - Fregetta
  - Nesofregetta
- Hydrobatinae
  - Hydrobates
  - 오케아노드로마속 (Oceanodroma)